# Jeronaton

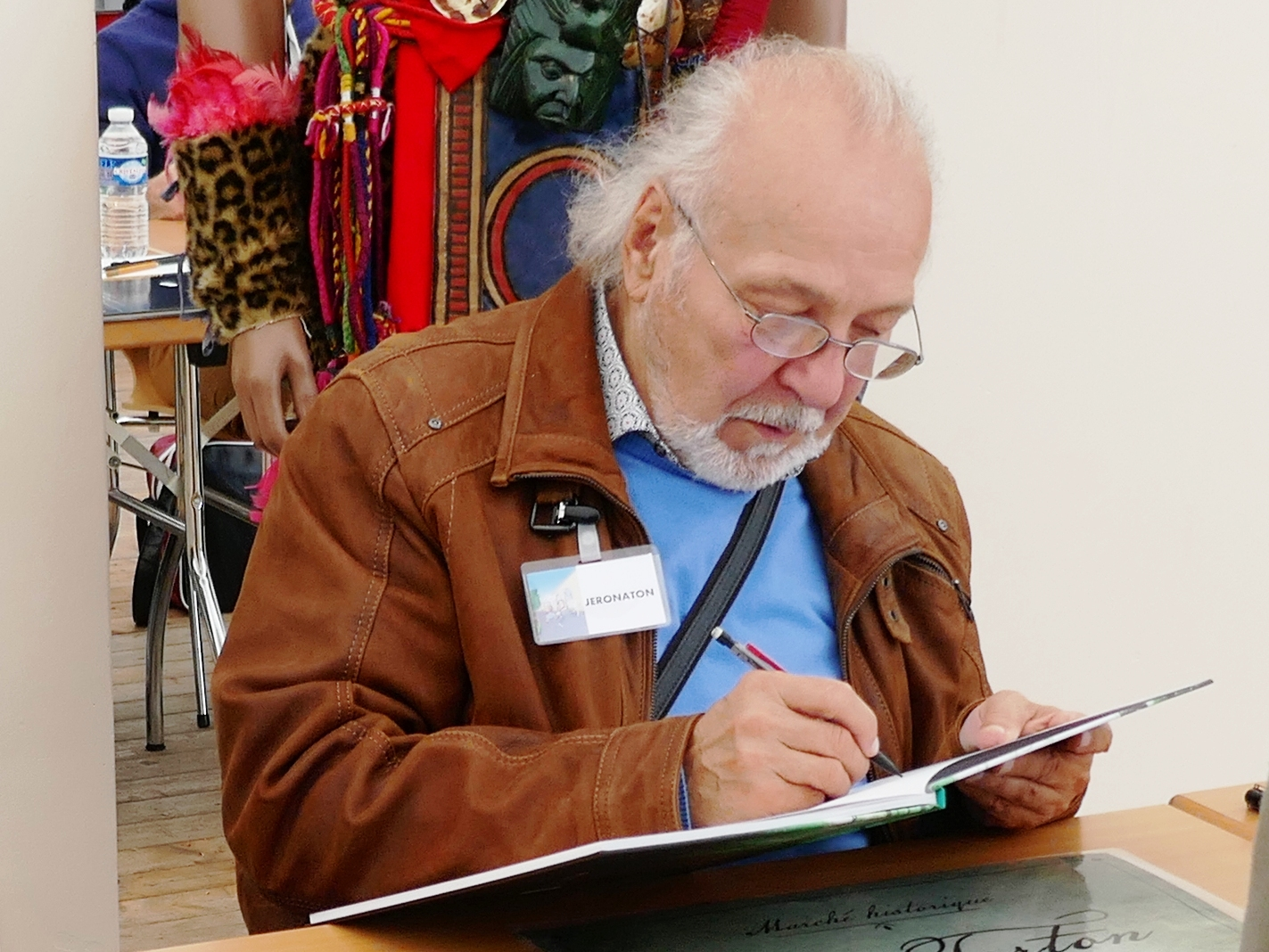
Jeronaton

Jeronaton (* 4. September 1942 in Mons als Jean Torton) ist ein belgischer Comiczeichner.
Nach seinem Studium am Institut Saint-Luc in Brüssel kam er zu den Studios Hergé und zeichnete erste Historien-Comics für das Magazin Tintin, später folgten einige Aufträge für die Zeitung Le Soir. Beim Studio Belvision landete er danach und arbeitete an den Zeichentrickfilmen Asterix und Kleopatra  und Der Sonnentempel als Hintergrundzeichner mit. Zurück bei Tintin zeichnete er ab 1971 L’Histoire de Popocatepetl und Les Conquérants du Mexique, zwei Geschichten über die Kolonisation Mittelamerikas. Ab 1978 veröffentlichte er beim Magazin Métal hurlant die Geschichten Champakou und L’Œuf du monde (dt.: Das Weltei). Mit Le Grand Passage (dt.: Im Reich Peyotls), Amazones (dt.: Amazonen) und L’Éternel Voyage schuf er weitere Werke, die er in einem aufwendig-fotorealistischen Malstil festhielt. Thematisch ging es um archaische Völker wie die Mayas oder die Indianer Nordamerikas.
In Deutschland erschienen die Geschichten Champakou, Das Weltei, Im Reich Peyotls und Amazonen in den 1980er Jahren im Erwachsenencomic-Magazin Schwermetall.
Unter seinem wirklichen Namen Jean Torton zeichnete er mehrere Alben der Alix-Nebenreihen Les Voyages d’Alix und Alix raconte ab dem Jahr 2004.

## Alben
- Champakou (Volksverlag, 1981)
- Im Reich Peyotls (Becker & Knigge, 1982)